# سنجيليك
سنجيليك هي قرية في مقاطعة أرومية، إيران. يقدر عدد سكانها بـ 108 نسمة بحسب إحصاء 2016.